# Клин (Вачський район)
Клин (рос. Клин) — село в Вачському районі Нижньогородської області Російської Федерації.
Населення становить 466 осіб. Входить до складу муніципального утворення Филінська сільрада.

## Історія
Від 2009 року входить до складу муніципального утворення Филінська сільрада.

## Населення
| 1859 | 1897  | 1905  | 1926  | 1999 | 2002 | 2010 |
| ---- | ----- | ----- | ----- | ---- | ---- | ---- |
| 928  | ↗1200 | ↗1222 | ↗1791 | ↘642 | ↘535 | ↘466 |